# La Danse du spirou
Pour les articles homonymes, voir Spirou (homonymie).
La Danse du spirou est une chanson française, composée et écrite en 1946 par le chansonnier belge Pharaon Stoquart. 

## Historique
En 1946, le chanteur Pharaon Stoquart crée La Danse du spirou, « spirou » étant le terme wallon pour écureuil,. Elle est très populaire en France et dans les pays francophones à la Libération et dans les années de l'après-guerre. Elle donne naissance à une danse figurative, censée imiter les mouvements de l'écureuil.
La chanson est ensuite reprise par de nombreux artistes : Jacques Hélian, Émile Prud'homme, Georges Laure, Lucien Jeunesse, Louis Ledrich, Jean Veldy, Carlo Deman, et dans les années 1980 par Baldo Leone dit « Baldo ».
La chanson s'est exportée jusqu'aux États-Unis et a probablement inspiré en 1957 La Danse des canards de l'accordéoniste Werner Thomas,,,.

## Variante
Il existe une variante, une chanson de Marcel Vansippe et Pharaon Stoquart intitulée Ma belle-mère fait la danse du Spirou (Fox-trot chanté).

## Partition
- La Danse du spirou, paroles et musique de Pharaon Stoquart, Maurice Decruck, 1946